# Nomada radoszkowskii
Nomada radoszkowskii là một loài Hymenoptera trong họ Apidae. Loài này được Lozinski mô tả khoa học năm 1922.